# Moorburger Landscheide
El Moorburger Landscheide (en baix alemany De Spliet o De Landschee) és un wettern a Moorburg a l'estat d'Hamburg a Alemanya. Neix a Heimfeld i desemboca al llac Mahlbusen Hohenwisch, abans de vessar al Moorwettern que desguassa via l'Hohenwischer Schleusenfleet i l'Alte Süderelbe a l'Elba.

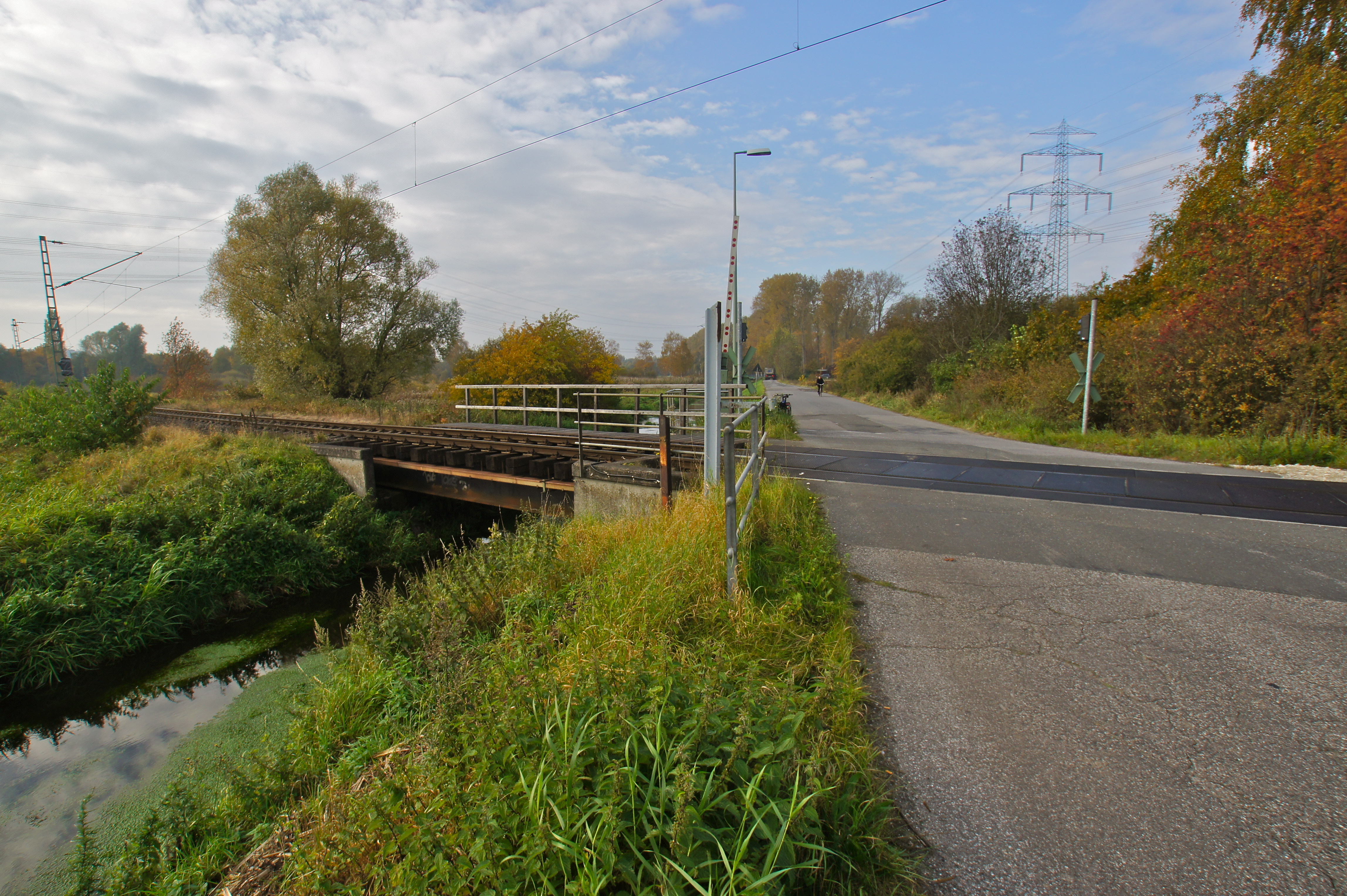
Pont del ferrocarril del port d'Hamburg

És un romanent d'una llarga xarxa de priels de l'Elba que separaven tota una sèrie d'illes fluvials. Des de l'edat mitjana l'home va començar la pòlderització dels prats humits i dels aiguamolls entre el geest i el lit dels múltiples braços de l'Elba, els quals va aprofitar per fer-ne weterings.
El seu nom Landscheide significa separació de terres i prové del fet que formava la frontera estatal entre les terres dels ducs de Brunsvic-Lüneburg (més tard del Regne de Hannover) d'un costat i el barri de Moorburg, l'única possessió al marge esquerre de l'Elba de la ciutat hanseàtica d'Hamburg de l'altre costat.
El riu va adverar-se com un biòtop ideal per a acollir el gobi, la madrilleta vera, la perca de riu, el pungitius pungitius, el misgurnus i el leucaspius delineatus.

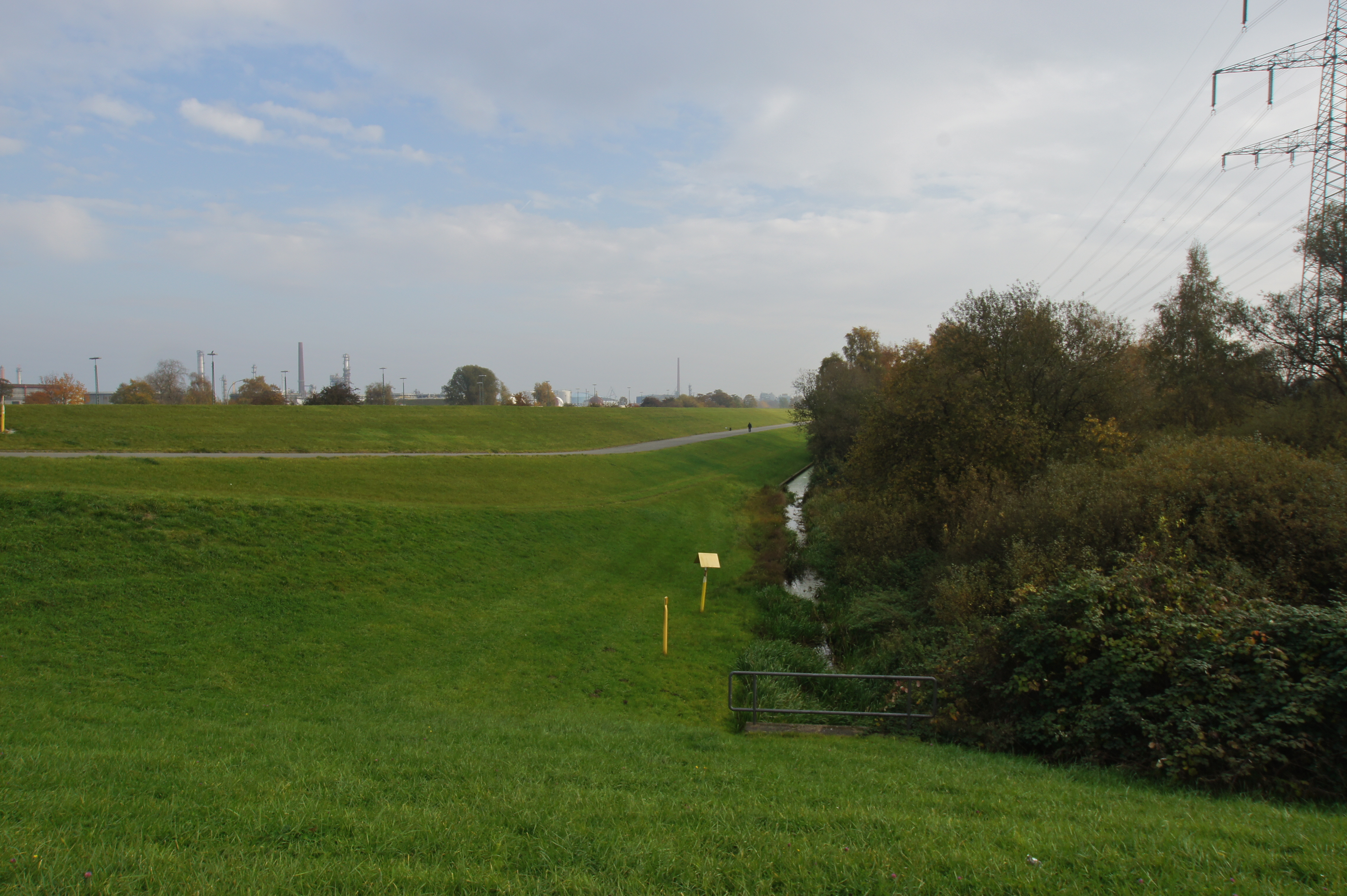
De Spliet al carrer Moorburger Bogen
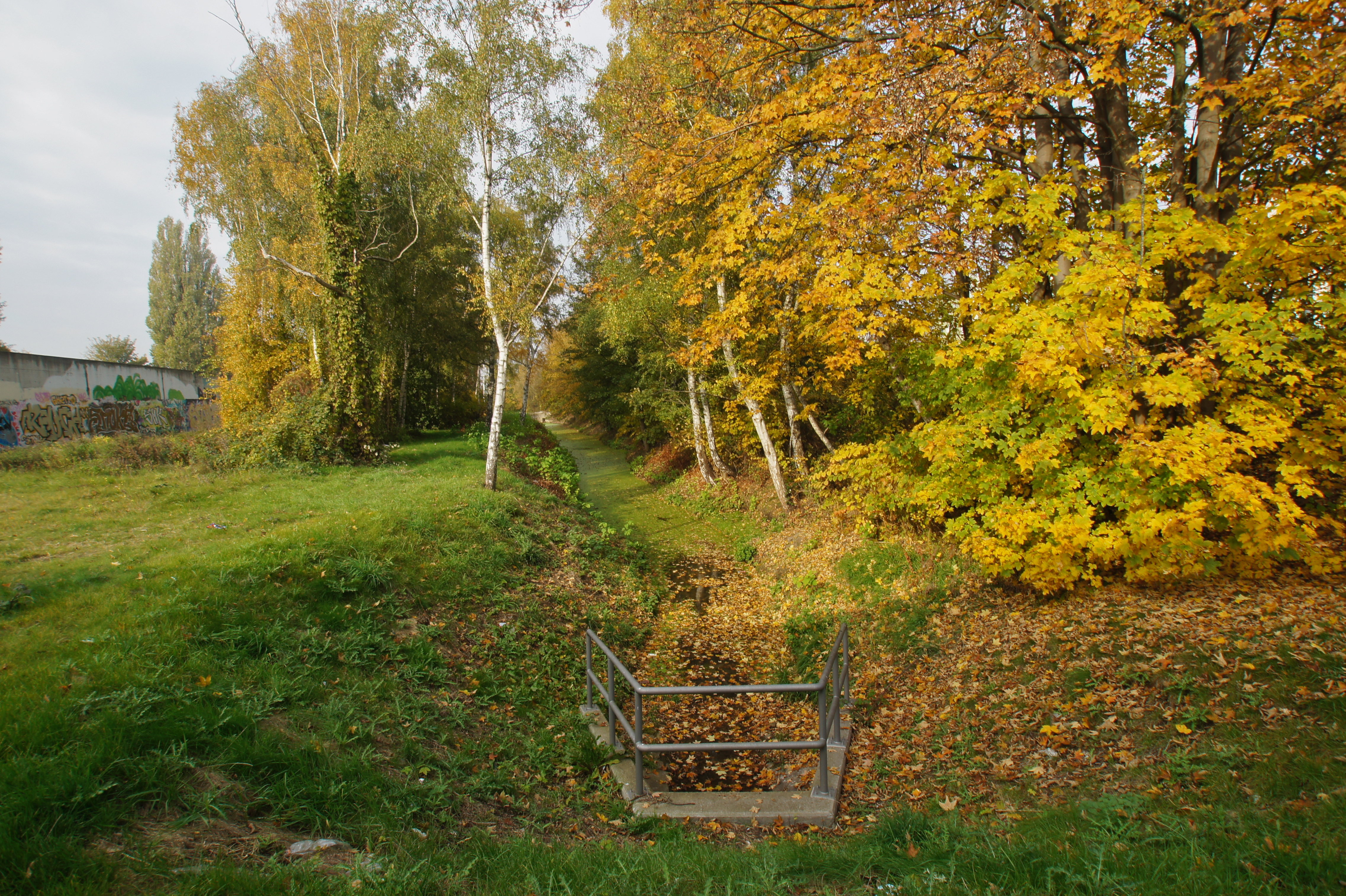
El sobreeixidor a Heimfeld
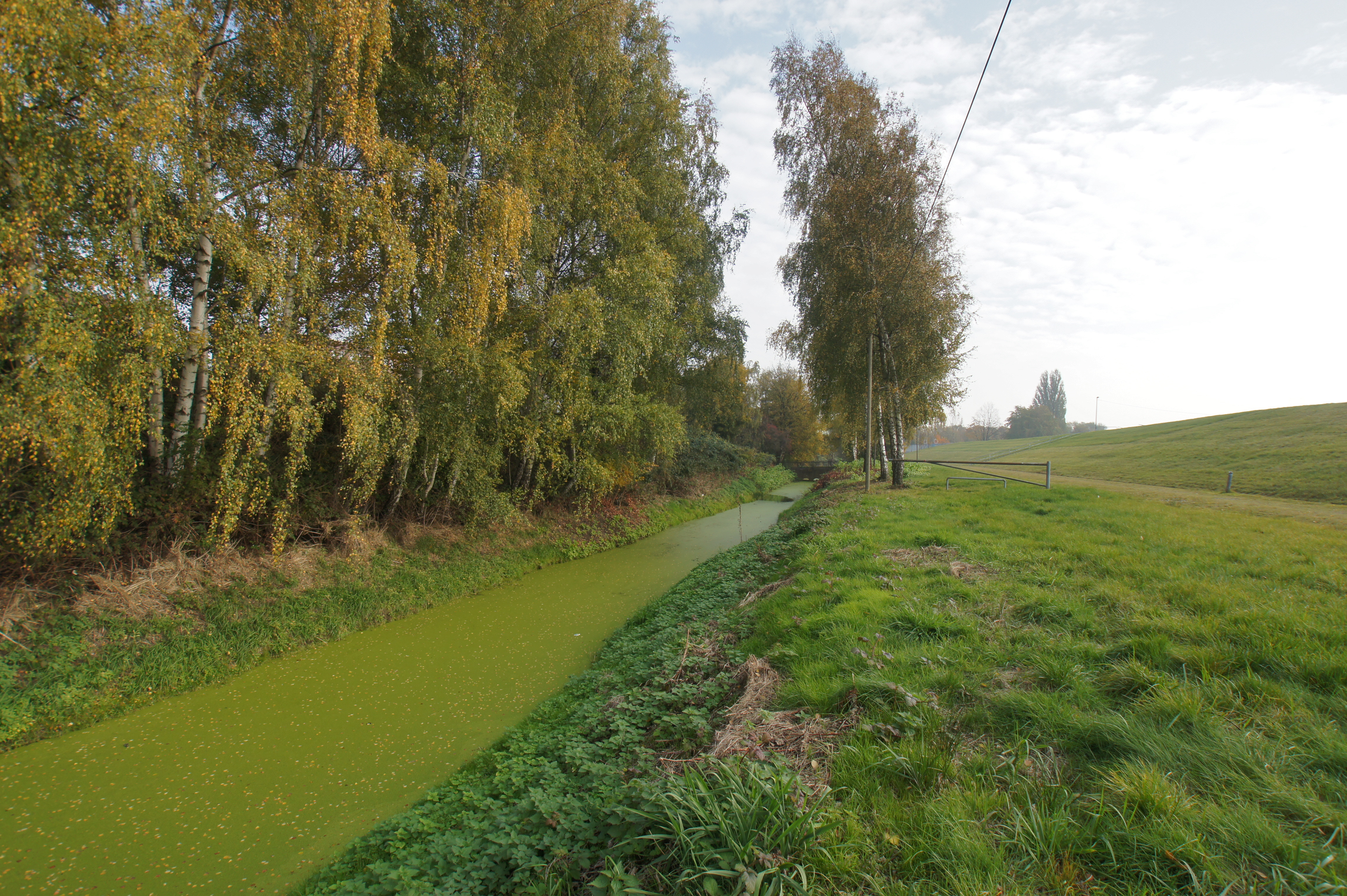
El riu cobert de llentilles d'aigua
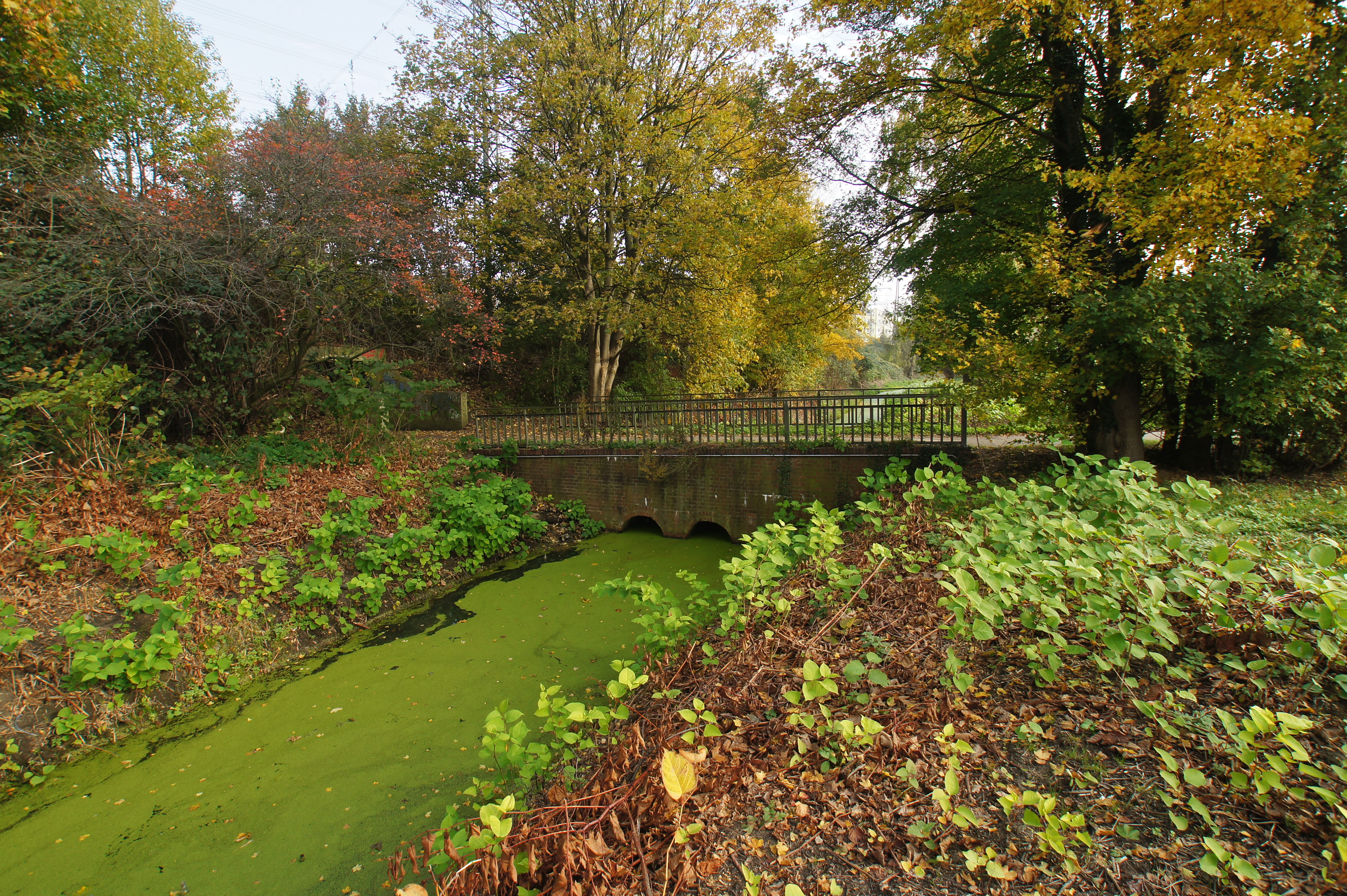
Pont per a vianants i ciclistes
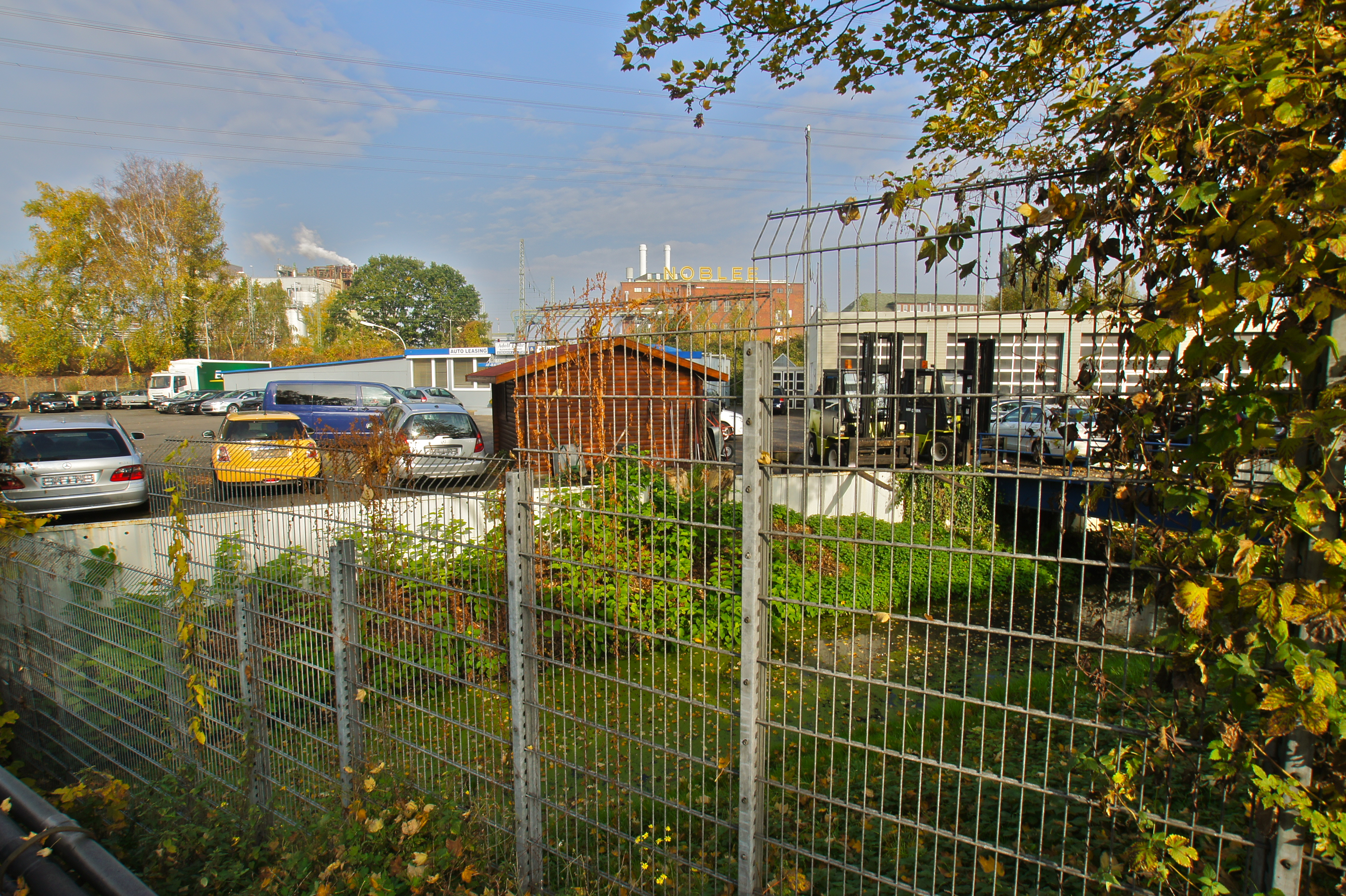
La fàbrica de Noblee al Port d'Harburg, vist des del Landscheide

## Afluents
- Forstheilgraben
- Nordlicher Kretorgraben
- Minnerweggraben
- Südlicher Kretorgraben
- Westlicher Wiesengraben
- Neuwiedenthaler Graben
- Östlicher Wiesengraben
- Gehegegraben
- Bostelbek
- Westlicher Schwarzer-Weg-Graben
- Östtlicher Schwarzer-Weg-Graben
- Dubbengraben